# Kim Ui-gon
Kim Ui-gon (kor. 김 의곤; ur. 24 stycznia 1958, zm. 15 lutego 2014 w Seulu) – południowokoreański zapaśnik w stylu wolnym. Brązowy medalista olimpijski z Los Angeles 1984 i na igrzyskach azjatyckich w 1978 roku.